# Alan DeSousa
Alan DeSousa (né en 1959 au Pakistan) est un politicien québécois (Canada) oeuvrant au sein du milieu municipal montréalais. Membre d'Union Montréal jusqu'à sa dissolution en 2013, il rejoint ensuite l'Équipe Denis Coderre jusqu'en 2021, année où le parti deviendra Ensemble Montréal. Depuis 2001, il occupe la fonction de maire d'arrondissement de Saint-Laurent et conseiller municipal de la ville de Montréal. Il est également président du Comité exécutif de la ville et en 2017, il est vice-président chargé du développement durable, de l'environnement, des parcs et des espaces verts.

## Biographie
Alan DeSousa est né en 1959 au Pakistan d'une famille catholique. Celle-ci émigra au Canada quand il était un adolescent. DeSousa a obtenu un baccalauréat en commerce de l'Université McGill en 1981. En 1984, il a été nommé à l'Ordre des comptables agréés du Québec et, en 2005, il a reçu le titre honorifique de Fellow. Il fut vice-président, Finances corporative, de BioChem Pharma et a travaillé chez Ernst & Young comme expert en fiscalité corporative et internationale.
Résident de Saint-Laurent depuis longtemps, il s'est lancé en politique municipale en 1990 alors que cet arrondissement est encore une ville indépendante de l'île de Montréal. En novembre 2001, après la fusion avec Montréal, il est désigné président de l'arrondissement de Saint-Laurent par scrutin indirect, fonction qui deviendra celle de maire d'arrondissement en 2004 et élective par scrutin direct en 2005. Il conserve ce poste pendant plus de vingt ans. Il est également membre du comité exécutif de la Ville de Montréal pendant plus de onze ans, puis son vice-président.
Sur le plan régional, il devient membre du comité exécutif de la Communauté métropolitaine de Montréal (CMM) en 2009 et du conseil en 2002. Alan DeSousa participe aussi à plusieurs conseils d’administration : le Centre financier international, le Technoparc Montréal et l’Association de bienfaisance et de retraite des policiers et policières de la Ville de Montréal.
Le 19 juin 2013, il s'est déclaré candidat au poste de maire intérimaire de Montréal après la démission de Michael Applebaum. Toutefois, lors de la session du conseil le 25 juin pour choisir le nouveau maire intérimaire, DeSousa a retiré sa candidature avant le vote, en supportant un autre candidat, Harout Chitilian.
En février 2017, il a soumis sa candidature au Parti libéral du Canada pour être leur candidat à l'élection partielle pour remplacer le député fédéral Stéphane Dion qui venait de démissionner.